# 곽푸른하늘
곽푸른하늘(1993년 ~)은 대한민국의 싱어송라이터이다. 대안학교의 졸업 결과물로 1집 있는 듯 없는 듯(2012)을 발매하였다. 이후 EP 밤안개(2013)와 데모 앨범 CHRISTMAS TIME IS HERE(2014)을 발매했다. 2016제비다방컴필레이션앨범에 '나는 니가 필요해'라는 곡으로 참여하였으며, 정규2집 어제의 소설, 3집 Nearly (T)here을 발매했다.

## 음반
- 《있는 듯 없는 듯》 (2012년)
- 《밤안개》 (2013년)
- 《CHRISTMAS TIME IS HERE》 (2014년)
- 《어제의 소설》 (2016년)
- 《Nearly (T)here》 (2022년)

## 활동
2012년 5월 19일 채널1969에서 첫번째 단독공연을 열었다. 동년 홍대 아이유 결정전 공연에 출연하였다. 함께 출연한 음악가인 단편선을 경쟁 후보로 하여 관객을 대상으로 투표를 실시하였다. 동년 카페 언플러그드에서 주관하는 팟캐스트 방송의 진행자로 활동하다 2013년 팟캐스트 방송을 종료하였다. 2015년 1월 다시 동일한 형식의 팟캐스트 방송을 시작하였다.